# モリソン・フォースター外国法事務弁護士事務所
モリソン・フォースター（Morrison & Foerster LLP）は、アメリカ、ヨーロッパ、アジア地域に拠点を持つ国際的な法律事務所。1883年、カリフォルニア州サンフランシスコで設立。現在では、サンフランシスコやパロアルト（シリコンバレー）等のカリフォルニアをはじめ、ニューヨーク、ワシントンD.C.、東京、香港、北京、上海、ロンドン、ブリュッセルなど計16か所の事務所に1,000名を超える外国弁護士を擁している。業務分野は多岐にわたり、特に、ハイテク、製薬、ファイナンス分野において、専門知識と経験を有しており、企業間紛争解決においても国内外の企業を代理している。
また、最近では「連邦海外腐敗行為防止法（FCPA)」を基にした横領や贈収賄など内部統制を巡る諸問題や、2012年8月に米国証券取引委員会で策定された「紛争鉱物開示制度」などもクロスボーダーで積極的に対応している。また、プロボノ活動（法律事務所における公益分野への貢献活動）の一環として、認定NPO法人難民支援協会の活動に対し、その法的側面において支援活動を積極的に行なっている。

## 東京事務所
モリソン・フォースター外国法事務弁護士事務所は1987年に開設。日本においてもっとも早く活動を開始した外国法事務弁護士事務所のひとつであり、現在では、日本における有数の外国法事務弁護士事務所にまで成長した。日本における業務は、ビジネス部門と訴訟部門を中心に構成されている。

### 業務分野
ビジネス部門の業務分野は、クロスボーダーM&A、ジョイントベンチャー、戦略的事業提携、不動産、ライセンシング、プロジェクト開発、プロジェクト・ファイナンスなど多岐にわたる。また訴訟部門は、特許、著作権、コンピュータ法、トレード・シークレット侵害、その他の知的財産権問題、国際仲裁、反トラストおよび通商規制、ホワイトカラー犯罪、一般商事案件等に幅広い経験を有している。

### 沿革
- 1987年 - モリソン・フォースター外国法事務弁護士事務所を開設。
- 2001年 - 伊藤見富法律事務所との特定共同事業（現：外国法共同事業）を開始。

### 主要案件
- ソフトバンクによる米携帯電話事業会社スプリントネクステルの79.07%株式取得。
- 東芝によるランディス・ギア（エネルギー管理ソリューション会社）の買収。
- 三菱UFJフィナンシャル・グループによるモルガン・スタンレーとの合併会社設立。
- アリババ・グループの新規株式公開（IPO）に際してソフトバンクに法的助言を行う。

### 所属外国法事務弁護士

#### 主要パートナー
- ケン・シーゲル
- ゲリー・スミス
- デール・コールドウェル
- ランディ・ラクサ―
- セオドア・セルツァー
- マックス・オルソン
- ジム・ハフ

### 書籍
- 『アメリカのM&A取引の実務』（モリソン・フォースターLLP、伊藤 見富法律事務所監修、有斐閣、2009年）
- 『アメリカの民事訴訟』（モリソン・フォースター外国法事務弁護士事務所著、有斐閣、2006年）
- 『マルチメディアビジネスと法律―日米の先端事例を紹介』（森綜合法律事務所、モリソン・フォースター法律事務所編、日本経済新聞社、1995年）

### 寄稿
経済界 (出版社)
- 円高修正でもブームは続く M&A最新事情（経済界 2013年6月4日号 No.992）

「海外向けと国内向けの両面で、Ｍ＆Ａ市場は今後も拡大」（ケン・シーゲル モリソン・フォースター外国法事務弁護士事務所 所長）
「新連載 経営者のためのグローバル法務最前線」
- シニア企業・再就職 中高年のセカンドキャリア成功の法則経済界（2013年10月15日号 No.1001）

ＡＩＪ事件を機に規制強化された改正法令のポイント〈上〉（内田光俊(うちだ･みつとし) 伊藤 見富法律事務所／モリソン・フォースター外国法事務弁護士事務所）

## 受賞・評価
チェンバース＆パートナーズ（Chambers & Partners）
Chambers & Partners（About usにリンク）は、世界的にも著名な格付け会社の雄として、会社法務部からもっとも頻繁に利用されている。世界中の法律事務所を、担当案件やクライアントの評価により格付けする、法律事務所・弁護士の格付け機関の代表的なもの。1990年に設立され、現在では100人を超える調査員を全世界に擁し、グローバルにクライアントへの調査を展開、各法律事務所・弁護士の格付けを行っている。その評価体系は、クライアントが最も重視する点を中心に評価を行っている。また、これらの調査を基に、年に一度世界中で優秀な法律事務所・弁護士を表彰するセレモニーを開催している。
- 2014年度アジア・太平洋アワードでJapan International Law Firm of the Year 、ならびにケン・シーゲルがOutstanding Contribution to the Legal Professionを受賞 Chambers Asia Pacific 2014年度版：Banking & Finance、Corporate/M&A、Dispute Resolution、Intellectual Property、Investment Funds、Real Estate、Taxの7部門でBand1に選出。また、個人部門においても、のべ32名の弁護士・外国法事務弁護士が評価され、そのうち「Star Individuals」に4名、「Band1」に8名が選出された。
- Chambers Asia Pacific Awards for Excellence 2014
- Japan in Asia-Pacific
- 2013年 米国における法律事務所オブザイヤー（最優秀賞）受賞
- Chambers Global Names Morrison & Foerster USA Law Firm of the Year (Morrison & Foerster LLP. Press Releases)
- Chambers Global Law Firm of the Year: Intellectual Property (Shortlist)
- 2013年 日本における外資系法律事務所オブザイヤー（最優秀賞）受賞 - 世界的に著名な法律事務所評価機構、チェンバース＆パートナーズ（英国）主催の「2013年度アジア・太平洋アワード」日本の外資系法律事務所カテゴリーにおいて、１つの事務所だけに贈られる最高位の賞「外資系法律事務所オブザイヤー」を受賞。それにあわせ、同事務所のケン・シーゲル代表をはじめ4人は、日本の弁護士・外国法事務弁護士でトップランクを示す「スターバンド」を受賞。
- Japan International Law Firm of the Year - Morrison & Foerster LLP（February 28th.2013／Chambers Asia-Pacific Awards for Excellence 2013）
- 2012年 日本における外資系法律事務所オブザイヤー（最優秀賞）Finalist[1]
- 2011年 日本における外資系法律事務所オブザイヤー（最優秀賞）受賞[2]

リーガル500（Legal 500）
- 2013年、日本において6分野（プロジェクト＆エネルギー、M&A、国際訴訟、知的財産、不動産取引、税務）で最高位のティア1（Tier 1）を受賞。それにあわせて16名が優秀な弁護士・外国法事務弁護士に贈られるLeading Individualとして選出される。
- 2012年、日本において４分野（M&A、国際訴訟、知的財産、不動産取引）で最高位のティア1（Tier 1）を受賞。それにあわせ、12名が優秀な弁護士・外国法事務弁護士に贈られるLeading Individualとして選出される。

ブルームバーグ（Bloomberg）
- 2012年、日本におけるM&A法務アドバイザーリーグテーブル（取引金額）において、日本の外国法事務弁護士事務所の中で1位獲得。

トムソン・ロイター（Thomson Reuters）
- 2012年、日本におけるM&A法務アドバイザーランキング（取引金額）において、日本の外国法事務弁護士事務所の中で1位獲得。

マージャーマーケット（mergermarket）
- 2012年、日本におけるM&A法務アドバイザーリーグテーブル（取引金額）において、日本の外国法事務弁護士事務所の中で1位獲得。

mergermarketは独立したM&Aに関するインテリジェンス・ツールです。他の同種サービスと異なり、mergermarket は過去の取引に関するデータベースだけではなく、将来を展望したインテリジェントなデータベースの提供を通じて、M&A 市場の全体像を明らかにし、クライアントに具体的な成果を届けている。

## プロボノ活動
2008年より認定NPO法人難民支援協会の正式なサポーターとなり、法的に非常に高度で複雑と言われている日本における難民認定手続きや不認定の場合の行政訴訟に関して、NPOと弁護士が連携した支援活動に力を入るなど法律事務所における公益分野への貢献活動（プロボノ活動）も積極的に行なっている。